# Kenichi Tanimura
Kenichi Tanimura (谷村 憲一 Tanimura Kenichi?, nacido el 26 de enero de 1995 en Iwate) es un futbolista japonés que se desempeña como centrocampista.

## Trayectoria

### Clubes
| Club              | País  | Año         |
| ----------------- | ----- | ----------- |
| Montedio Yamagata | Japón | 2013 - 2014 |
| J. League sub-22  | Japón | 2014        |
| Gainare Tottori   | Japón | 2014        |
| Grulla Morioka    | Japón | 2015 -      |

## Estadística de carrera

### J. League
| Club              | Año   | J. League | J. League | Copa J. League | Copa J. League | Total | Total |
| Club              | Año   | Part.     | Goles     | Part.          | Goles          | Part. | Goles |
| ----------------- | ----- | --------- | --------- | -------------- | -------------- | ----- | ----- |
| Montedio Yamagata | 2013  | 0         | 0         | -              | -              | 0     | 0     |
| Montedio Yamagata | 2014  | 0         | 0         | -              | -              | 0     | 0     |
| J. League sub-22  | 2014  | 3         | 0         | -              | -              | 3     | 0     |
| Gainare Tottori   | 2014  | 6         | 0         | -              | -              | 6     | 0     |
| Grulla Morioka    | 2015  | 28        | 2         | -              | -              | 28    | 2     |
| Grulla Morioka    | 2016  | 17        | 2         | -              | -              | 17    | 2     |
| Grulla Morioka    | 2017  | 23        | 3         | -              | -              | 23    | 3     |
| Total             | Total | 77        | 7         | 0              | 0              | 77    | 7     |